# Tuszyn (gromada w powiecie łódzkim)
Tuszyn (do 30 VI 1968 Kruszów) – dawna gromada, czyli najmniejsza jednostka podziału terytorialnego Polskiej Rzeczypospolitej Ludowej w latach 1954–1972.
Gromady, z gromadzkimi radami narodowymi (GRN) jako organami władzy najniższego stopnia na wsi, funkcjonowały od reformy reorganizującej administrację wiejską przeprowadzonej jesienią 1954 do momentu ich zniesienia z dniem 1 stycznia 1973, tym samym wypierając organizację gminną w latach 1954–1972.
Gromada Tuszyn z siedzibą GRN w mieście Tuszynie (nie wchodzącym w jej skład) powstała 1 lipca 1968 w powiecie łódzkim w woj. łódzkim w związku z przeniesieniem siedziby GRN gromady Kruszów z Kruszowa do Tuszyna i zmianą nazwy jednostki na gromada Tuszyn.
Gromada przetrwała do końca 1972 roku, czyli do kolejnej reformy gminnej. 1 stycznia 1973 w powiecie łódzkim utworzono gminę Tuszyn (od 1999 gmina Tuszyn znajduje się w powiecie łódzkim wschodnim).